# Guerra isaurica
La guerra isaurica fu un conflitto durato dal 492 al 497 e che vide affrontarsi l'esercito dell'Impero romano e i ribelli dell'Isauria. Alla fine della guerra l'imperatore Anastasio I (491-518) riuscì a ripristinare il proprio controllo sulla regione e i capi della rivolta furono uccisi o esiliati.

## Antefatti
Personaggi dell'Isauria erano giunti per la prima volta ad un ruolo di rilievo nell'Impero romano all'epoca di Teodosio II (408-450). Durante il regno dell'imperatore Leone I (457-474), esponenti isaurici dell'amministrazione e dell'esercito assursero a cariche di rilievo col sostegno dell'imperatore, che intendeva così controbilanciare il potere della componente germanica; gli Isaurici, però, non raccoglievano il consenso del popolo di Costantinopoli, tanto che nel 473 nell'ippodromo di Costantinopoli scoppiò una rivolta anti-isaurica e nel 475 il genero e successore di Leone, Zenone, un Isaurico che per ascendere nella gerarchia aveva dovuto persino mutare il proprio nome originario con uno greco, fu scacciato dal trono proprio in quanto Isaurico.
Ma Zenone tornò sul trono l'anno successivo (476), e questa volta per regnare a lungo, fino al 491; ovviamente sotto un imperatore loro conterraneo gli Isaurici prosperarono, e l'opposizione, sebbene crescente, non ebbe occasione di esprimersi. In questo contesto, nell'484 l'isaurico magister militum Illo si ribellò a Zenone e fuggì in Oriente, dove sostenne la rivolta di Leonzio (un usurpatore riconosciuto imperatore dalla vedova di Leone I, Elia Verina), la quale, però, ebbe termine nel 488 con la cattura e morte di entrambi i rivoltosi.

## Guerra
Nel 491 l'imperatore isaurico Zenone morì e al suo posto salì al trono Anastasio I; la posizione degli Isaurici iniziò a vacillare, una volta scomparso il loro protettore. In quello stesso anno scoppiò una rivolta anti-isaurica nell'ippodromo di Costantinopoli e Anastasio ordinò l'esilio per Longino, fratello di Zenone, per il generale isaurico Longino di Cardala e per altri isaurici.
Nel 492 gli Isaurici diedero inizio ad una rivolta in Isauria; quello stesso anno le forze isauriche riunite a Kottyaion in Frigia furono sconfitte dall'esercito romano (battaglia di Cotyaeum), comandato dai generali Giovanni Gibbo e Giovanni Scita; gli Isaurici scampati si rifugiarono tra le montagne del loro paese e portarono avanti la guerra. L'anno successivo Giovanni Gibbo ottenne una schiacciante vittoria contro gli Isaurici, dopo aver liberato l'esercito di Diogeniano a Claudiopoli. Nel 497, a Tarso, Giovanni Scita uccise gli ultimi comandanti isaurici (Longino di Cardala e Atenodoro) ed inviò le loro teste a Costantinopoli, dove furono esposte su dei pali.
Nel 498, anno successivo alla vittoria sugli Isaurici, Giovanni Gibbo catturò gli ultimi capi nemici, Longino di Selino e Indes, e li mandò all'imperatore: i due capi sconfitti furono messi in catene e fatti sfilare lungo le strade della città, fino a raggiungere il Circo in occasione delle gare per celebrare la vittoria, e qui furono fatti inginocchiare ai piedi del palco di Anastasio.

## Conseguenze
Nel 495 l'imperatore Anastasio I confidò al patriarca di Costantinopoli Eufemio di essere stanco della guerra. Eufemio riferì ciò a Giovanni, genero di Atenodoro, il quale la riportò ad Anastasio. L'imperatore, che era entrato in contrasto con Eufemio prima di salire al trono e che era stato da quello costretto, lui che aveva simpatie monofisiste, a firmare una dichiarazione di ortodossia prima di essere incoronato, decise di accusare Eufemio di tradimento per aver rivelato al nemico i piani. Eufemio fu scomunicato e deposto (496).
Dopo la guerra Anastasio premiò i propri generali: Giovanni Scita fu console del 498, Giovanni Gibbo nel 499.
Anastasio fece erigere la Chalke dall'architetto Eterio per celebrare la vittoria. Il poeta Cristodoro scrisse un'opera in sei libri sulla guerra, intitolata Isaurica ed andata perduta.